# 王文奎
王文奎（1598年—1654年），字清遠，隸漢軍鑲白旗，浙江省紹興府會稽縣曹娥村（今上虞）人，明末清初官員。

## 生平
原姓沈，少時寄養外家，冒姓王氏。明熹宗天啟七年（1627年），北遊遼東。崇禎二年（1629年），清兵破遵化，被俘投降，翌年攜至瀋陽，命值文館，為清朝出謀劃策，因受皇太極器重，召見詢問國政，曾疏請定「衣冠之製及不拘族類，不限貴賤，不分新舊，選拔人才諸事」。明崇禎九年、清崇德元年（1636年），授弘文院學士，被皇太極視為親信。明崇禎十七年、清順治元年（1644年），命為右副都御史，巡撫保定，鎮壓反清起義軍。次年，加兵部右侍郎，總督淮揚漕運。累擢漕運總督。後坐督運愆遲，左遷陝西督糧道，卒於官。